# Lista över borgmästare i Landskrona
Detta är en lista över staden Landskrona stads borgmästare.

## Borgmästare i Landskrona
Borgmästare i Landskrona stad före 1971.

### Justitieborgmästare
| Ämbetstid | Namn                        | Levnadstid | Övrigt |
| --------- | --------------------------- | ---------- | ------ |
| 1711–1734 | Lars Eneroth                | 1668–1734  |        |
| 1734–1761 | Bernhard Oelreich           | 1693–1761  |        |
| 1794–1796 | Magnus Flinck               | 1758–1814  |        |
| 1828–1842 | August Helleday             | 1797–1876  |        |
| 1842–1869 | Johan Ödmansson             | 1796–1869  |        |
| 1869–1898 | Alexander Åkerhielm         | 1830–1898  |        |
| 1898–1947 | August Munck af Rosenschöld | 1868–1955  |        |
| 1949–1967 | William Gripmark            | 1909-1989  |        |

### Politieborgmästare
| Ämbetstid | Namn         | Levnadstid | Övrigt |
| --------- | ------------ | ---------- | ------ |
| 1750–1788 | Arvid Schauw | 1711–1788  |        |